# 物理量
物理量（ぶつりりょう、英: physical quantity）とは、
- 「物理学における一定の理論体系の下で次元が確定し、定められた単位の倍数として表すことができる量」[1]。日本の計量の根本を定めている計量法においては、「物象の状態の量」の一部である。

物理量は、 工業量（「複数の物理的性質に関係する量で、測定方法によって定義されている工業的に有用な量。硬さ、表面粗さなど」と定義される量）および心理量（または心理物理量）と対比されることがある。
- 物理現象を述べるときに出てくる量[3]。現象や物質の一つの測定できる属性[4]。

## 概説
一般に、自然科学分野の文書では、単に「量」という言葉を使う。例えば自然科学分野の辞典の多くでは「物理量」や「物理単位」などという項目自体がなく、単位や単位系の項目の説明では単に「量」という言葉が使われている。あるいは、「物理量」という言葉を使っているものの、その定義が何なのか示していない文献もある。本項目の以下の記載でも単に「量」と記載することがある。
スカラー量とベクトル量のような、様々な観点からの量の分類については「量」の項目を参照のこと。
SI組立単位におもな物理量の単位一覧が掲載されている。
物理量の数値的な演算を行うときには単位の換算が必要になる場合がある。

## 物象の状態の量
日本における計量の基本を定める計量法においては、物理量・工業量・感覚量を広義に捉えて、「物象の状態の量」と呼んでいる。
計量法では、対象とする「物象の状態の量」を、それらが取引又は証明、産業、学術、日常生活の分野での計量で重要な機能を期待されているという観点から規定しており、「物象の状態の量」として全部で89量を定めている（計量法#法定計量単位）。そして、「計量」とは、これら89の「物象の状態の量」を計ることと定義付けている。

## 物理量の値、大きさ、数値
物理量の大きさ（質量の大きさ、距離の大きさ、力の大きさ等）のことを単に物理量（質量、距離、力、等）ということも多い。特に等式や不等式の中の物理量記号は必ずその大きさも意味している。物理量の値（質量の値、距離の値、力の値、等）という言葉が物理量の大きさと同じ意味で、または、数値表現したという意味を強めたニュアンスで使われており、国際単位系(SI)の用語では「量の値 (the value of a quantity)」が使われている。ただし「量の値」という言葉は「（量の値を表す）数値 (numerical value)」と混同しやすいことがあるので、以下の記載ではなるべく「量の大きさ」を使う。量の値とそれを表す数値とは異なる概念であり、両者の区別は重要である。前者は単位の選択により変化しないが、後者は単位に依存して変化する。
物理量の値を知るには測定方法を定めなくてはならない。また、測定方法を定めることにより物理量を定義することもできる。これを操作的な定義という。物理量の多くは測定器により測定されている。
物理量の大きさを数値として表すためには、ある大きさの量を単位として定める必要がある。物理量の中からいくつかの種類を基本量と定め、各基本量について単位をひとつずつ定めれば（基本単位）、物理法則により基本量と定量的関係にある量は基本単位の組み合わせにより数値表現ができる。基本単位の組み合わせによる単位を組立単位とよび、組立単位が表す量を組立量とよぶ。
国際単位系(SI)では、時間、長さ、質量、電流、熱力学温度、物質量、光度の7つを基本量と定めていて、自然界で知られている限りの量はこれら7つの基本量のいずれかの組立量である。日本国内での計量法やJISによる規格もSIに準拠している。

## 比較
「物理量が大きさを持つ」ということは、それの比較ができることを意味する。すなわち同一種類に属する2つの物理的対象 a と b において、a が持つ物理量 A の大きさと b が持つ物理量 B の大きさとを適切な物理的操作により比較して、大小関係を知ることができる場合がある。このとき、物理量 A と物理量 B は「同じ種類の物理量である」という。例えば２本の棒の長さは両者を並べることで比較でき、2つの分銅の質量は天秤により比較できる。このときの物理量同士を比較する物理的操作を、測定、計量、計測、などとも呼ぶ。ただしこれらの用語は、単に大小比較のみならず、量の大きさを数値として決定する操作を指す場合が多い。
「同じ種類の物理量である」ことを「同じ物理量である」ということもあるが、後者の表現は2つの物理量の大きさが等しいことを指す場合もあり、紛らわしい。「等しい物理量である」と言えば、大きさが等しいことを明確に指している。同様に「異なる物理量である」といえば、種類が異なる場合と、同じ種類で大きさが異なる場合とがある。
適切な方法を使えば、異なる種類に属する2つの物理的対象が持つ物理量を比較できる場合もある。例えば全ての物質は、その種類にかかわらず質量の大きさが比較できる。また例えば、紐の長さ、樹木の直径、２地点間の距離、山の高さ、光の波長などは互いに比較できる。このように比較できる「異なる種類の物理量」をひとつのグループにまとめて、このグループに属するすべての物理量を「同じ種類の物理量」と考える場合も多い。特に基礎科学分野では、より普遍的現象を扱うことが多いために、同じ種類の物理量の範囲をより広く取る傾向が強い。

## 単位とその表記
ある物理量 Q の大きさを数値として求めて表したいときは、一定の大きさの量 Q1 を基準として定め、Q が Q1 の何倍であるかという数値 q1 を何らかの物理的操作により求める。このときの基準とした量 Q1 のことを単位とよび、特に物理量の単位を物理単位とよぶことがある。単位としてどのような量を選ぶかは社会的約束だが、物理単位とその表記法に関しては国際単位系(SI)が定められていて、SIに準拠した規則が国際標準化機構(ISO)で定められている。日本国内では計量法や日本工業規格(JIS)による定めがあり、これらもSIに準拠している。SIでは定められた単位について単位記号をそれぞれ定めており、量の値（量の大きさ）は数値と単位記号の積として表すと定めている。すなわち、数値 q と単位記号 u を使い次の式-1のように表す。以下、この方式をSI方式と呼ぶことにする。
- 式-1（SI方式）: {\displaystyle Q=q\ u}
  - 例（圧力とPa）: {\displaystyle P=1\,\mathrm {Pa} }

ここで Q は量記号であり、SIでは量の種類により推奨される記号が定められている。SI方式の量方程式において、量記号・数値・単位記号はすべて通常の数学の演算規則に従う。このように数式の各項が、すなわちひとつの文字記号（複数のアルファベットから成ることもある）がひとつの量を表すような等式や不等式を量方程式とよぶ。
数値および単位の定義に従って、式-1はいつでも式-2に変形できる。
- 式-2（SI方式）: {\displaystyle Q/u=q}
  - 例（圧力とPa）: {\displaystyle P/\mathrm {Pa} =1}

SIの定めでは、例えば表の項目名には式-2の Q/u という表記を使い、項目には数値のみを表記するという方法が使われる。同様にグラフの軸には数値のみを付記し、軸名には式-2に従い、例えば「圧力/Pa」などと表記する。

### 日本の初中等学校の教科書などの表記
日本の初中等学校の教科書では、次のように、式-3.1や式-3.2の括弧方式が広く使われ、式-3.3の上付添字方式も一部で使われている。
- 式-3.1（角括弧表記）: {\displaystyle q\ [u]}
  - 例: {\displaystyle 400\ \mathrm {[nm]} ,\ 20\ \mathrm {[kg]} }
- 式-3.2（丸括弧表記）: {\displaystyle q\ (u)}
  - 例: {\displaystyle 400\ \mathrm {(nm)} ,\ 20\ \mathrm {(kg)} }
- 式-3.3（上付き文字表記）: {\displaystyle q^{u}}
  - 例: {\displaystyle 400^{\mathrm {nm} },\ 20^{\mathrm {kg} }}

式-3.1や式-3.2の表記は一見、括弧の有無以外に式-1のSI方式との実質的違いがないように見える。ただし、表の項目名にも式-2に相当する「Q/[u]」ではなく「Q [u]」（例えば「圧力 [Pa]」など）がそのまま使われる場合も多くSI方式とは異なっている。
またSI方式では式の計算の途中で単位記号を省くことは許されないが、日本の初中等学校の教科書では式の計算の途中で一部または全部の単位記号を省略する表記も多く、統一的ルールは存在しない。このような一貫性を欠く表記が、量の概念の理解の妨げや、計算ミスの原因になっているとの指摘がある。

## 量方程式と数値方程式
各項がひとつの量を表すような等式や不等式を量方程式とよぶ。それに対して、各項がひとつの数値を表すような等式や不等式を数値方程式とよぶ。距離 l, 速度 v, 時間 t の関係を例に、量方程式として式-4.1、式-4.2を、数値方程式として式-5.1、式-5.2を以下に示す。
- 式-4.1（量方程式） {\displaystyle v=l/t}
- 式-4.2（量方程式） {\displaystyle l=v\cdot t}

- 式-5.1（数値方程式） {\displaystyle \left\{{\mathit {v1}}\right\}_{\mathrm {km/h} }=3.6\left\{{\mathit {l1}}\right\}_{\mathrm {m} }/\left\{{\mathit {t1}}\right\}_{\mathrm {s} }}
- 式-5.2（数値方程式） {\displaystyle \left\{{\mathit {l1}}\right\}_{\mathrm {km} }=3.6\left\{{\mathit {v1}}\right\}_{\mathrm {m/s} }\cdot \left\{{\mathit {t1}}\right\}_{\mathrm {h} }}

式-5.1の表記では、例えば {\displaystyle \left\{{\mathit {t1}}\right\}_{\mathrm {s} }} がひとつの数値に対応するひとつの項を示し、具体的計算では各項にそれぞれ数値が代入される。例えば、1 m/s の速度で 1 h 進んだ場合の距離を km で表す数値を求める場合は、式-5.2の右辺に数値を代入して次のようになる。
{\displaystyle {\begin{aligned}\left\{{\mathit {l1}}\right\}_{\mathrm {km} }&=3.6\left\{{\mathit {v1}}\right\}_{\mathrm {m/s} }\cdot \left\{{\mathit {t1}}\right\}_{\mathrm {h} }\\&=3.6\times 1\times 1\\&=3.6\end{aligned}}}
式-4.2の表記で同じ計算をするときは、各項にそれぞれ量を、つまり数値と単位の積を代入する。そして通常の演算規則に従って変形すれば、次の結果が得られる。
{\displaystyle {\begin{aligned}l&=v\cdot t\\&=\mathrm {(1\ m/s)\cdot (1\ h)} \\&=\mathrm {(1\cdot 1)\cdot (m/s)(h)} \\&=\mathrm {1\cdot (km/1000)(1/s)(3600\ s)} \\&=\mathrm {1\cdot (3600/1000)(km)} \\&=\mathrm {3.6\ km} \end{aligned}}}
ここで次の注意が必要である。
- 例えば「{\displaystyle \left\{{\mathit {t1}}\right\}}」は独立した記号ではなく、単位情報を示す添字「s」がないと意味をなさない。ゆえに、「s」のような単位表示を省略してはならない[19]。また式-5.2の「{\displaystyle \left\{{\mathit {t1}}\right\}}」だけに具体的数値を代入するのは誤りである。
- 「s」など添字で示される単位記号は数値の意味を示すための付属情報を示すものであり、単位量そのものを示す変数記号ではない。
- 式-3のような表記と式-5.1、式-5.2のような数値方程式の各項の表記とは、見かけは似ていても意味は全く異なるので、混同してはならない。

数値方程式は単位の選択により変化するが、量方程式は単位に依存しないので、通常は量方程式の使用が望ましい。言い換えれば、いくつかの量の間の関係を表すときに、量方程式ならひとつの式で十分だが、数値方程式は単位の組み合わせごとに別の式が必要である。数値方程式が使われる例には、個別的な実験式に表現する場合、計算プログラムや表計算シートの中の式、などがある。

## 物理量同士の演算

### 加法、和と差
ある条件や操作の下で、同じ種類の量の間に加法性が成り立つことがある。このときこれらの量の間に加法が定義できる。もちろん負の値を取らない量の場合は、小さな量からの大きな量の引算は意味をなさない。例えば次のような例がある。
- 質量 a の物体Aと質量 b の物体Bとが合体した物体A∪Bの質量は (a + b) となる。
- 電荷 a の物体Aと電荷 b の物体Bとが合体した物体A∪Bの電荷は (a + b) となる。
- 体積 a の液体Aと体積 b の液体Bとを混合した液体A∪Bの体積は (a + b) となる。ただし液体Aと液体Bが異なる物質のときは、一般には近似的な加法性しか成り立たない。
- 長さ a の棒Aと長さ b の棒Bとを一直線に結合した棒A∪Bの長さは (a + b) となる。
- 静止系から見て速度 a の質点Aがある。質点Aから見て速度 b の質点Bの静止系から見た速度 v は (a + b) となる。ただしこの加法性は、ニュートン力学では成り立つが特殊相対性理論では成り立たない。ここで速度はベクトル量であることに注意。
- 温度 T と体積 V の下で圧力 a である気体Aと圧力 b である気体Bとを一緒にして体積 V の容器に入れ温度 T に保つと、その圧力は (a + b) となる。ただしこの加法性は両気体が理想気体の場合にのみ正確に成り立つもので、実在の気体では近似的にのみ成り立つ。

また、厳密に言えば異なる量の間に加法が成り立つこともある。例えば次のような例がある。
- 時刻 T から時間 t だけ経過した時刻は (T + t) である。
- 高度 H の位置より距離 L だけ低い位置の高度は (H − L) である。

### 乗法、積と商
2つの量（同種類でも異種類でもよい）の積や商を別の種類の量として定義することができる。ただし、その定義された量が物理的に大きな意味を持つとは限らない。その定義された量が別の種類の量と比例関係にあったり、保存量であったりした場合は、物理的に意味を持つ。

### 指数と対数
物理法則が指数関数や対数関数を含む場合、その引数が無次元量となるように式を変形できる。したがって、同じ次元の量同士の比の対数や指数関数をひとつの物理量として定義して使うことが多く、無次元ではない物理量の値の対数や指数関数を使うことは少ない。特に、同じ種類の量同士の比の対数として定義され広く使われている物理量がある。例えば、音圧レベル、水素イオン指数(pH)、吸光度、天体の明るさの等級、リヒターマグニチュードである。比の対数の単位としてネーパ(Np)、ベル(B)、デシベル(dB)の使用が国際度量衡委員会（CIPM)で認められているが、これらはSI単位とは考えられていない。

## おもな物理量の一覧
| 物理量     | 次元         | 量記号 | SI単位 | 関連する量             |
| ---------- | ------------ | ------ | ------ | ---------------------- |
| 長さ       | L            | l, x   | m      | 位置r（ベクトル）      |
| 質量       | M            | m, μ   | kg     | 密度ρ、慣性モーメントI |
| 時間       | T            | t, T   | s      |                        |
| 電流       | I            | I, i   | A      |                        |
| 熱力学温度 | Θ            | T      | K      |                        |
| 物質量     | N            | n      | mol    |                        |
| 光度       | J            | I, Iv  | cd     |                        |
| 速さ       | L T−1        | v, u   | m/s    | 速度v（ベクトル）      |
| 加速度     | L T−2        | a      | m/s2   |                        |
| 力         | L M T−2      | f, F   | N      | 運動量p、力積、トルクN |
| エネルギー | L2 M T−2     | E, U   | J      | 仕事                   |
| 仕事率     | L2 M T−3     | P      | W      | 電力                   |
| 密度       | L−3 M        | ρ      | kg/m3  |                        |
| 圧力       | L−1 M T−2    | P      | Pa     |                        |
| 電荷       | T I          | q      | C      |                        |
| 電圧       | L2 M T−3 I−1 | V      | V      | 電位差                 |